# شلالات فوكورودا
شلالات فوكورداFukuroda-no-taki ‎ (袋田の滝) تقع ضمن محافظة إيباراكي في بلدة دايجو ضمن مقاطعة فوكوردا في اليابان. وينبع من فوقها نهر تاكي الذي ينضم في مصبه مع نهر كوجي، الذي يعد أحد الأنهار الرئيسة في منطقة كانتو الشمالية.
يبلغ عرض الشلالات 73 متراً وبارتفاع 120 متراً في أعلى نقطة لها، تحوي أربعة خطوات رئيسية قبل أن تتدفق. تعد هذه الشلالات من الناحية الجيولوجية ناتجة عن مقذوف بركاني منذ 15 مليون عاماً، قد تتجمد هذه الشلالات خلال فصل الشتاء.